# Schweinfurter Becken und nördliches Steigerwaldvorland
Schweinfurter Becken und nördliches Steigerwaldvorland este o arie protejată (arie de protecție specială avifaunistică — SPA) din Germania întinsă pe o suprafață de 3.228,65 ha, integral pe uscat.

## Localizare
Centrul sitului Schweinfurter Becken und nördliches Steigerwaldvorland este situat la coordonatele 49°58′15″N 10°20′49″E / 49.9708°N 10.3469°E.

## Înființare
Situl Schweinfurter Becken und nördliches Steigerwaldvorland a fost declarat arie de protecție specială avifaunistică în septembrie 2006 pentru a proteja 25 de specii de animale.

## Biodiversitate
Situată în ecoregiunea continentală, aria protejată nu include niciun habitat protejat.
La baza desemnării sitului se află mai multe specii protejate de  păsări (25): rață cârâitoare (Anas querquedula), fâsă de pădure (Anthus trivialis), Ardea purpurea purpurea, buhai de baltă (Botaurus stellaris stellaris), erete de stuf (Circus aeruginosus), erete cenușiu (Circus pygargus), cuc (Cuculus canorus), ciocănitoarea de stejar (Dendrocopos medius), ciocănitoare neagră (Dryocopus martius), presură sură (Emberiza calandra), presură de grădină (Emberiza hortulana), muscar-gulerat (Ficedula albicollis), muscar negru (Ficedula hypoleuca), becațină comună (Gallinago gallinago), Ixobrychus minutus minutus, capîntortură (Jynx torquilla), sfrâncioc roșiatic (Lanius collurio), Luscinia svecica cyanecula, gaia roșie (Milvus milvus), grangur (Oriolus oriolus), Porzana parva parva, mărăcinar (Saxicola rubetra), turturică (Streptopelia turtur), silvie de câmp (Sylvia communis), nagâț (Vanellus vanellus).